# Grubbiaceae
Grubbiaceae là một họ thực vật hạt kín đặc hữu của khu vực Cape của Nam Phi. Họ này bao gồm 3-5 loài cây bụi có lá dai bóng như da, thường xanh, dạng thạch nam, phân bố trong 1-2 chi là Grubbia và Strobilocarpus. Tại khu vực này chúng được gọi là sillyberry.

## Các chi
- Grubbia P. J. Bergius, 1767. Tên gọi chi này là để vinh danh nhà thực vật học người Thụy Điển là Michael Grubb (1728-1808).
- Strobilocarpus Klotzsch, 1839. Có thể gộp trong chi Grubbia.